# Finala Ligii Campionilor 2004
Finala Ligii Campionilor 2004 a fost meciul final și decisiv din cadrul Ligii Campionilor 2003-2004, disputat între echipa franceză AS Monaco și clubul portughez FC Porto, pe Arena AufSchalke din Germania. Câștigătoare a devenit FC Porto după ce s-a impus cu 3-0, prin golurile marcate de Carlos Alberto, Dmitri Alenicev și Deco, care a fost numit omul meciului.

## Detalii Meci
| AS Monaco | 0–3                | Porto                                     |
| --------- | ------------------ | ----------------------------------------- |
|           | Raport MatchCentre | Carlos Alberto 39' Deco 71' Alenichev 75' |

| AS Monaco | Porto |

| GK               | 30 | Flavio Roma         |  |     |
| RB               | 4  | Hugo Ibarra         |  |     |
| CB               | 27 | Julien Rodriguez    |  |     |
| CB               | 32 | Gaël Givet          |  | 72' |
| LB               | 3  | Patrice Evra        |  |     |
| CM               | 14 | Édouard Cissé       |  | 64' |
| CM               | 7  | Lucas Bernardi      |  |     |
| CM               | 15 | Akis Zikos          |  |     |
| RW               | 8  | Ludovic Giuly (c)   |  | 23' |
| LW               | 25 | Jérôme Rothen       |  |     |
| CF               | 10 | Fernando Morientes  |  |     |
| Rezerve:         |    |                     |  |     |
| GK               | 29 | Tony Sylva          |  |     |
| DF               | 19 | Sébastien Squillaci |  | 72' |
| MF               | 6  | Jaroslav Plašil     |  |     |
| MF               | 35 | Hassan El Fakiri    |  |     |
| FW               | 9  | Dado Pršo           |  | 23' |
| FW               | 18 | Shabani Nonda       |  | 64' |
| FW               | 24 | Emmanuel Adebayor   |  |     |
| Antrenor:        |    |                     |  |     |
| Didier Deschamps |    |                     |  |     |

| GK            | 99 | Vítor Baía         |     |     |
| RB            | 22 | Paulo Ferreira     |     |     |
| CB            | 2  | Jorge Costa (c)    | 77' |     |
| CB            | 4  | Ricardo Carvalho   |     |     |
| LB            | 8  | Nuno Valente       | 29' |     |
| DM            | 6  | Costinha           |     |     |
| RM            | 23 | Pedro Mendes       |     |     |
| LM            | 18 | Maniche            |     |     |
| AM            | 10 | Deco               |     | 85' |
| CF            | 19 | Carlos Alberto     | 40' | 60' |
| CF            | 11 | Derlei             |     | 78' |
| Rezerve:      |    |                    |     |     |
| GK            | 1  | Nuno               |     |     |
| DF            | 5  | Ricardo Costa      |     |     |
| DF            | 17 | José Bosingwa      |     |     |
| MF            | 3  | Pedro Emanuel      |     | 85' |
| MF            | 15 | Dmitri Alenichev   |     | 60' |
| FW            | 9  | Edgaras Jankauskas |     |     |
| FW            | 77 | Benni McCarthy     |     | 78' |
| Antrenor:     |    |                    |     |     |
| José Mourinho |    |                    |     |     |

| Omul meciului: Deco (Porto) Arbitri asistenți: Jens Larsen (Danemarca) Jørgen Jepsen (Danemarca) Al patrulea oficial: Knud Erik Fisker (Danemarca) |